# 欠陥住宅
欠陥住宅（けっかんじゅうたく）とは、法令等の基準を満たしていない住宅、設計図（意匠図・構造図・設備図・工事仕様書・特記仕様書など）のとおりに施工されていない住宅、安全性・快適性・使用性などの観点から居住等に支障を来たす住宅のこと。
このうち、建築した当時は建築関連の法令を満たしていたが、法改正などにより現在は満たさなくなったものは既存不適格と呼び、欠陥住宅には含めない。また、経年変化による自然劣化（木材の乾燥収縮による狂い・ひび割れや、コンクリートやモルタル仕上げの乾燥収縮によるひび割れなどで軽微なものなど）も、欠陥住宅には含めない。

## 木造の場合の典型的な欠陥住宅

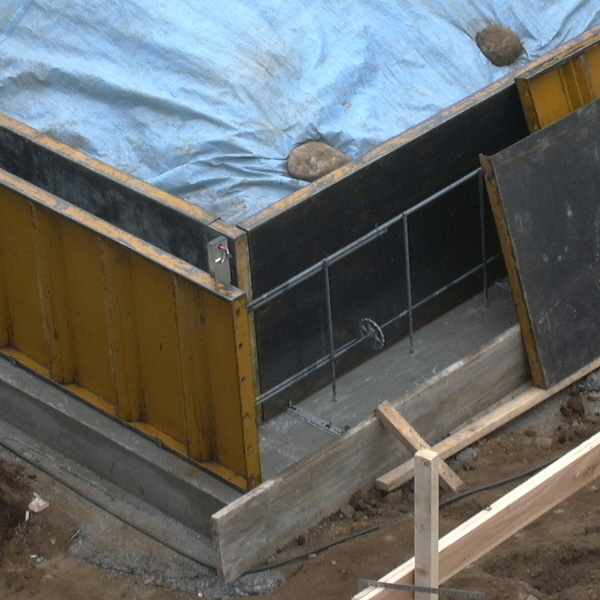
根入れを全くしていない布基礎

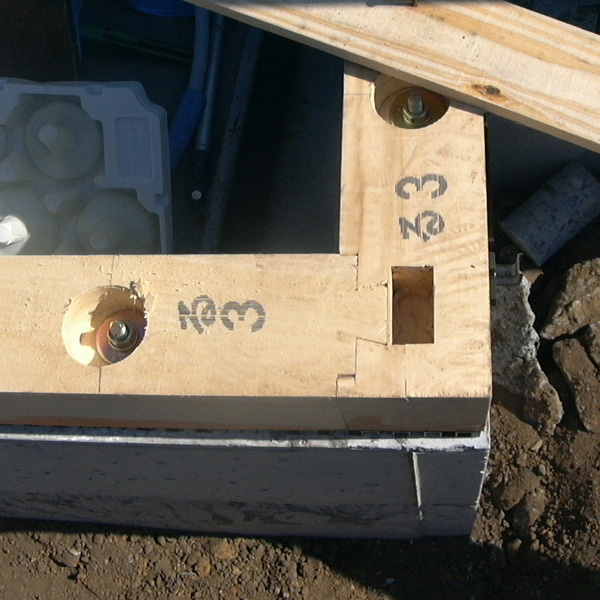
引き抜き力の大きな柱にホールダウン金物とホールダウンアンカーボルトを入れていない

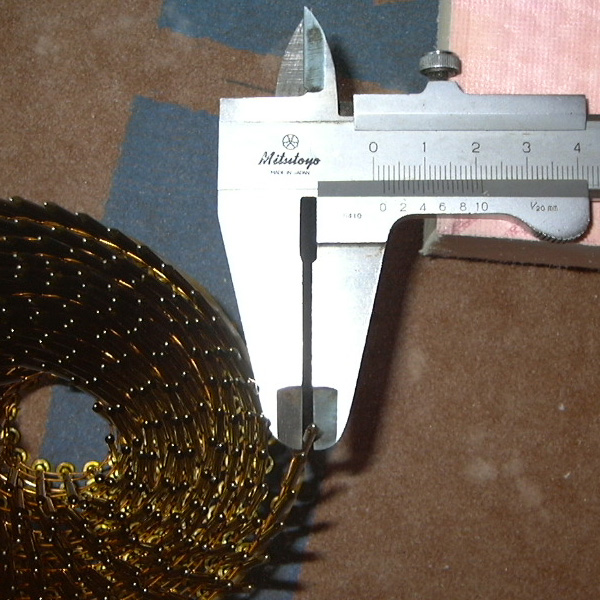
構造用合板の打ち付けに細いロール釘NC50を使用

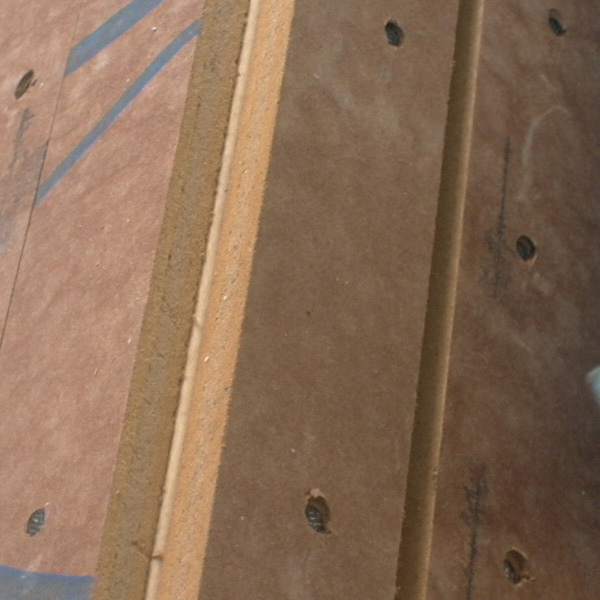
耐力壁の釘が面材にめり込んでいる

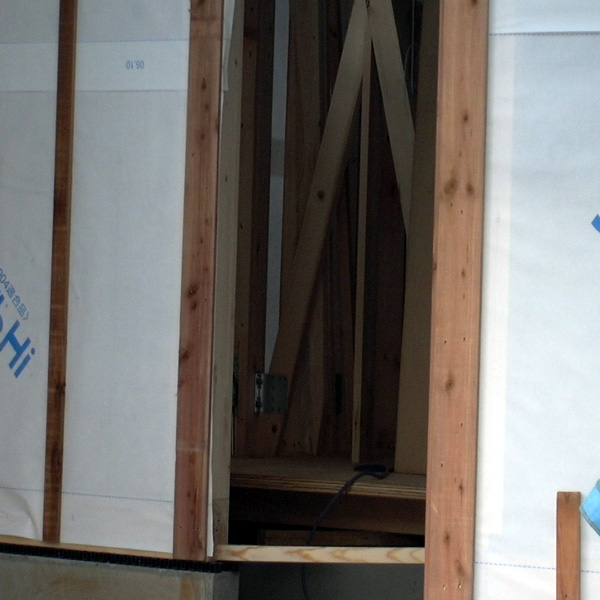
外壁下地材を省略し、軸組みに直接透湿防水シートを取り付けている

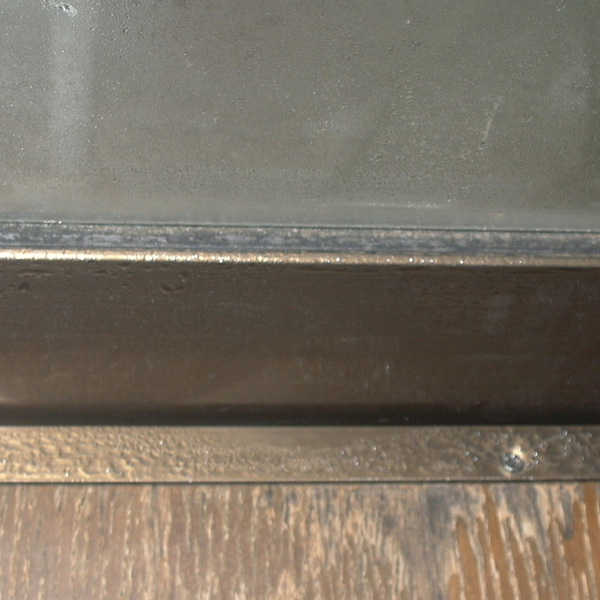
比較的寒い地域であるにもかかわらず、複層ガラスや断熱サッシを採用しなかったために、激しく結露を起こし、床などの木材を腐らせている

### 基礎の根入れ深さの不足
基礎の根入れ深さ（埋め込み深さ）は、ベタ基礎の場合12cm以上かつ凍結深度以上、布基礎の場合24cm以上なければならない。これは土を少なくとも12cm又は24cm以上掘らなければならないことを意味する。一般的には基礎の下に割栗石や捨てコンクリートを敷くので、それ以上掘らなければならないことになる。しかし、土の掘削手間や土の廃棄コストを省くため、根入れ深さが浅かったり、全く土を掘らないことがある。
このような欠陥住宅は、地震時に家が移動したり転倒したりしやすい。また、土の中の水分が凍結するたびに、家が基礎ごと持ち上がったりすることを繰り返し、徐々に家は変形・破損してゆく。

### ホールダウン金物の不足または省略
ホールダウン金物は地震時や台風時に柱が土台や梁から抜けるのを防ぐために必要不可欠な補強金物である。ホールダウン金物は、建設省告示1460号の表、またはN値計算、または構造計算にしたがって正しく選定し取り付けなければならない。しかし、ホールダウン金物が全くなかったり、建物の四隅にしかなかったり、通し柱にしかなかったり、1階の柱脚(柱の下部)にしかなかったり、2～3階がすべて省略されていたりすることが多い。詳しくはホールダウン金物のページを参照。
このような欠陥住宅は、地震時や台風時に柱が引き抜け、家がバラバラに分解してしまう。特に阪神・淡路大震災では、ホールダウン金物の不足した木造軸組工法の住宅に被害が集中した。

### 釘の種類の誤り
使用する釘の種類の誤り、例えば鉄丸くぎ（N釘）や2×4用太め鉄丸くぎ（CN釘）を使わなければならないところに、誤って細いロール釘（NC釘）や梱包用鉄釘（FN釘）を使ってしまうことがある。特に検査が厳重な場合でも、釘の種類までは検査しない場合が多いため、この手の欠陥はかなり多い。また、釘の間隔を守らなかったり、釘頭が構造用合板などの面材にめり込んでいることもある。詳しくは釘のページを参照。
このような欠陥住宅は、耐力壁が不足し、耐震性・耐風性が低くなる。また、家が常時揺れるなどの支障も来たしやすい。

### 外壁下地・床下地の省略
外壁下地には主に構造用合板や構造用パネルや火山性ガラス質複層板などを打ち付けるが、これを省略し、軸組みに直接透湿防水シートやサイディングを貼ってしまう。床下地には主に構造用合板を打ち付けるが、これを省略し、梁や根太に直接フローリング等の仕上げ材を貼ってしまう。
このような欠陥住宅は、耐力壁が不足し、耐震性・耐風性・断熱性・気密性・防音性などが低くなる。また、家が常時揺れるなどの支障も来たしやすい。

### 断熱材の省略、施工不良
断熱材の厚さに法的な規定は無いが、地域に応じて適切な厚さが推奨されている。また、断熱材は建物をすっぽりと覆うように取り付けなければならず、壁と床下と最上階の天井（天井に入れない場合は屋根）のすべてに隙間なく入れなければならない。しかし、最も安くて薄いグラスウール10Kの厚さ50mm品を使ったり、隙間だらけに入れたり、床下部分や天井部分を省略したりすることがある。
また取り付け方も問題がある。袋入りグラスウールの場合、室内側の防湿層を、柱および間柱の見付け面に、袋の耳を重ね合わせるようにして、200mm間隔で留め、壁の中に室内の湿気が入り込まないようにしなければならない。しかし、グラスウールを壁の中に押し込んでいるだけであったり、留め方が不十分であったりする。
このような欠陥住宅は、断熱性・気密性が低く、夏暑く冬寒い。また、冷暖房効果が悪く、光熱費がかさむばかりでなく、省エネルギー性が低く、地球環境にも厳しい。また、足元が冷えたり、トイレや浴室が極端に寒かったりするなど、高齢者の健康にも悪く、心臓発作などを起こすリスクが高くなる。さらに、断熱材が薄いと、結露も起こしやすい。取り付け方が悪い場合には、壁の中に室内の湿気が入り込み、壁内結露を起こし、木材や断熱材を腐らせる。

### 防水工事の不良
壁の場合、防水シートは下のシートに上のシートをかぶせるようにして重ねて貼ってゆかなければならない。しかし、サッシ周辺の複雑な場所などでこの順序を間違えたり、防水処理が不十分だったりして、サッシ周辺部から雨漏りする例が多い。
屋根の場合、屋根勾配が不十分であったり、屋根形状が複雑であったりすると雨漏りが発生しやすくなる。デザインに惑わされず、使用材料に応じて、屋根勾配や屋根形状を適切に設計する必要がある。
このような欠陥住宅は、雨漏りの被害があるが、そうでなくても、壁の中や天井裏に水が流れ、木材を腐らせる。

## 鉄筋コンクリート構造の場合の典型的な欠陥住宅

### 鉄筋の不足
鉄筋の数量を減らしたり、細い鉄筋に変えたりする。これは、2005年頃に鉄の価格が3倍程度に急騰したことから、コスト削減のために行われる。また、鉄筋の数が多すぎて、柱や梁の中に入りきれないという場合もある。後者の場合は、いわゆる設計ミスであり、柱や梁をより太く設計する必要がある。
このような欠陥住宅は、耐震性が低いばかりでなく、通常時でもひび割れが多く発生したり、内部の鉄筋を早期にさびさせたりする。

### コンクリート強度の不足（シャブコン使用）
いわゆるシャブコンは、現場において水増ししたコンクリートである。水増しは、コスト節約のためや、コンクリートがパイプ内に詰まるのを防ぐために行われる。特にポンプ打設の際の圧送距離が長い場合や、夏場で暑い場合、コンクリートがすぐ固まってしまうので、シャブコンが使われやすい。
このような欠陥住宅は、耐震性が低いばかりでなく、通常時でもひび割れが多く発生したり、内部の鉄筋を早期にさびさせたりする。

### フローリング等の防音性能の不足
フローリング等にはいわゆる防音性能の低いものや高いものがあり、マンションなどの集合住宅では、防音性能の高いものを使うことが求められている。しかし、コスト削減のため、防音性能の低いものに替えることがある。
このような欠陥住宅は、防音性能が悪くなる。

## 鉄骨構造の場合の典型的な欠陥住宅

### 鋼材の品質の誤り
指定より強度の低い鋼材を使用する。これは、2005年頃に鉄の価格が3倍程度に急騰したことから、コスト削減のために行われることがある。鋼材の品質は、外見上は区別がつかない。

### 溶接部の不良
突合せ溶接でなければならないところを、隅肉溶接で済ませてしまう。隅肉溶接は突合せ溶接に比べ、極端に強度が低いが、外見上は区別がつかない。しかし、超音波検査をすることによって発見することはできる。
このような欠陥住宅は、耐震性が低く、地震時に、柱や梁の接合部（溶接部分）が容易に破断してしまう。

## 欠陥住宅のトラブル防止と瑕疵保証

### 日本
いったん欠陥住宅のトラブルに巻き込まれると、明確な違法建築でない限り欠陥住宅であることを認めなかったり、裁判が長期化するなど、消費者が不利になることが多い。最悪の場合、実費での補修や建て替えを余儀なくされることがある。このため、デザイン・設備の立派さ・価格の安さなどに惑わされず、次のことを重視する必要がある。
- 契約を急がず、契約内容に納得してから契約する。契約内容によっては、建築現場への立ち入りを認めなかったり、欠陥への苦情を認めなかったりする条項がある。また、契約を解除すると、多額の違約金や手数料を請求されることがある。
- 分譲住宅や分譲マンションの場合は、品確法に基づく設計住宅性能評価書および建設住宅性能評価書を取得しているものを購入する。このような住宅は、住宅性能表示制度により、(1)構造の安定、(2)火災時の安全、(3)劣化の軽減、(4)維持管理への配慮、(5)温熱環境、(6)空気環境、(7)光・視環境、(8)音環境、(9)高齢者への配慮、(10)防犯 の10項目について、等級が表示されている。等級は高いほど良いので、これらの等級を確認する。
- あるいは、住宅金融支援機構（旧：住宅金融公庫）のフラット35の技術基準に適合しているものを購入する。フラット35の技術基準は厳しく、一般的な住宅に比べて高い品質が確保されている。
- 注文住宅の場合は、デザインにとらわれず、きちんとした設計および工事監理のできる建築設計事務所に依頼する。具体的には、何を設計し、何を工事監理するのかを確認する。なお、建築条件付売地では、売主指定の業者でしか建築できないので、購入には注意を要する。この場合、建築設計事務所による設計や工事監理はなされないことが多い。
- すべての設計図書（契約図書、意匠図・構造図・設備図・工事仕様書・特記仕様書など）および構造計算書および検査済証を入手し、大切に保存する。これらの書類が無い住宅、又は出し惜しみをする場合は購入しない。また、建築中は現場に行き、上の「典型的な欠陥住宅」に記述した事項を中心に写真を多く撮っておくのも良い。
- 購入前の下見をする際に、「既存住宅現況検査技術者」の肩書きがある従業者も同行してもらい実際に調査をしてもらう。調査してもらうだけでなく、購入者側も「既存住宅インスペクションガイドライン」を熟読しておくことで調査漏れを防げられるという利点がある。
- 購入後10年以内に瑕疵が発生すれば、「住宅瑕疵担保履行法」が役立つ可能性がある為、その法律知識が必要である。

### イギリス
イギリスでは多くの新築住宅に対して非営利民間機関の全国住宅協議会NHBC（National House Building Council）による瑕疵保証が行われている。NHBCの住宅保証制度を利用するためには、住宅建設販売業者であれば技術能力と経営状況、開発業者であれば経営状況について審査を受けたうえで業者登録を行っている必要がある。保証対象は開発業者が登録済みの住宅建設販売業者に建設させたもので、NHBCが定める設計施工基準に従って建設された住宅であり、NHBCは設計審査や現場検査を実施して登録する。
NHBCの保証には履行保証と品質保証があり、完成済みの住宅を対象とする品質保証には長期保証､ 短期保証、建築規制保証がある。
1968年に住宅金融会社協会がNHBCが保証対象としている住宅であることを住宅購入資金の融資の条件としたためNHBCの保証制度は普及した。1984年の建築規則改正で地方自治体とNHBCは競争的に建築許可を実施するようになり、地方自治体にも保険会社と提携した品質保証制度がある。

### フランス
フランスでは民法により建造物の構造の瑕疵に関して建築家または建設業者に10年間の修補責任が課され、1928年にはこの責任を担保する保険が販売されるようになり現場検査制度や建設業者の格付制度も発達した。しかし、紛争処理の長期化による欠陥の放置が問題となり、1978年にスピネッタ法（建築分野における責任及び保険に関する1978年1月4日付法律第78－12号）による制度改正が実施された。